# Zofia Holstein-Gottorp
Sophie (ur. 1 czerwca 1569 w Gottorp, zm. 14 listopada 1634 w Schwerinie) – księżniczka Holsztynu-Gottorp, poprzez małżeństwo księżna Meklemburgii-Schwerin. W latach 1603–1608 de facto sprawowała regencję w imieniu syna Adolfa Fryderyka I. Księstwo to było wówczas częścią Świętego Cesarstwa Rzymskiego Narodu Niemieckiego. 
Urodziła się jako najstarsza córka (drugie dziecko) księcia Holsztynu-Gottorp Adolfa  I i jego żony księżnej Krystyny. 
17 lutego 1588 w Reinbek poślubiła księcia Meklemburgii-Schwerin Jana VII. Para miała troje dzieci:
- Adolfa Fryderyka I (1588-1658), kolejnego księcia Meklemburgii-Schwerin
- Jana Albrechta II (1590-1636), przyszłego księcia Meklemburgii-Güstrow
- księżniczkę Annę Zofię (1591-1648)